# Cá bống cát tối
Glossogobius giuris hay còn gọi là cá bống cát, cá bống cát tối hay cá bống kiểng là một loài cá bống bản địa sống ở những vùng nước sạch, nước biển và nước lợ ở biển đỏ, Đông Phi cho tới Nam Á và Ấn Độ Dương băng qua Trung Quốc, Australia và một số hòn đảo ở Thái Bình Dương. Chúng còn được tìm thấy trong các bể cá cảnh trong công nghiệp cá cảnh.

## Đặc điểm
Thân cá thuôn dài, đuôi dẹp bên, đầu dẹp bằng, mõm dài, nhọn; hàm dưới dài hơn hàm trên; miệng rộng, rạch miệng hơi xiên, kéo dài về phía sau vượt quá cạnh trước ổ mắt, hai hàm nhiều răng nhỏ, màng nắp mang liền với ức, trên nắp mang có 5 đường cảm giác chạy song song, mỗi bên 2 lỗ mũi nằm tương đối gần nhau, mắt nắm phía trên đầu.
Lỗ hậu môn nằm gần gốc hậu môn, Vây ngực tròn, dài; vây bụng hình bầu dục, vây đuôi tù. Phần lưng màu xám đen, bụng trắng nhạt, dọc bên hông có 5 đốm tròn, đốm trên gốc vây đuôi rất nhỏ, vây bụng trắng, gốc vây ngực có một chấm đen, vây hậu môn đen nhạt, vây lưng và vây đuôi có nhiều chấm đen nhỏ xếp thành hàng.